# Programme Marco Polo
Le programme Marco Polo, mis en place par la Commission européenne, est un des programmes communautaires visant à inciter à redistribuer le volume de marchandises transportées vers d'autres moyens de transport qui sont sous-exploités en raison principalement du fait qu'ils ne peuvent livrer les marchandises en porte à porte, qu'il y a un manque de standardisation au niveau de ces moyens de transport, et que les points de rencontre directe entre ces moyens ne sont pas assez développés

## Historique
Le premier programme Marco Polo de la communauté européenne, est entré en vigueur en 2003 et s'est achevé en 2006.
La commission européenne a accordé à ce programme un budget de 115 millions d'euros.
Marco Polo I fait suite au programme PACT (Pilot Actions for Combine Transport) qui prit fin en 2001 et s'inscrit dans la lignée des principales conclusions du Livre blanc de la Commission européenne sur le transport de 2001. 
Celui-ci signalait notamment que, si aucune mesure déterminante n'était prise, le transport routier de marchandises augmenterait d'environ 50 % dans l'Union européenne (UE) d'ici à 2010 et le trafic transfrontalier devrait doubler d'ici à 2020.
En 2007 fut institué le programme Marco Polo II, reprenant les objectifs du premier programme. Marco Polo II intègre cependant de nouvelles dispositions et dispose d'un budget accru (450 millions € pour la période 2007-2013). Il propose une couverture géographique plus large. Il s'applique aux actions qui concernent le territoire d'au moins deux États membres ou le territoire d'au moins un État membre et celui d'un pays tiers proche. Depuis le 1er mars 2008, le programme Marco Polo est géré par l'Agence exécutive pour la Compétitivité et l'Innovation (EACI) de la Commission européenne.

## Objectifs
Le programme Marco Polo vise à améliorer les performances environnementales du système de transport intermodal. La Commission européenne entend ainsi contribuer à un système de transport plus sobre, efficace et durable (« soutenable »), sans pour autant entraîner de répercussions néfastes sur la cohésion économique, sociale ou territoriale .

## Fonctionnement
Les efforts sont concentrés sur :
- le développement de l'intermodalité,
- l'amélioration logistique,
- les échanges d'informations sous forme électronique (NTIC au service de l'optimisation des transports),
- la création d'autoroute de la mer
- l'amélioration de la compétitivité des modes de transports réputés sous-exploités.

## Actions éligibles
Les actions éligibles dans le cadre du programme Marco Polo II sont les suivantes :
- Les actions de transfert modal visent à transférer du fret de la route vers le transport maritime à courte distance, le transport ferroviaire, la navigation intérieure ou une combinaison de modes de transport. L'objectif est que les parcours routiers soient aussi courts que possible;
- Les actions à effet catalyseur visent à surmonter les obstacles structurels significatifs sur le marché communautaire du transport de marchandises, qui entravent le fonctionnement efficace des marchés, la compétitivité du transport maritime à courte distance, du transport ferroviaire ou de la navigation intérieure, et/ou l'efficacité des chaînes de transport qui recourent à ces modes de transport. Elles visent à améliorer les synergies dans les secteurs du transport ferroviaire, de la navigation intérieure et du transport maritime à courte distance, y compris les autoroutes de la mer, par un meilleur usage des infrastructures existantes;
- Les actions d'apprentissage en commun sont destinées à améliorer la coopération afin d'optimiser, de manière structurelle, les méthodes de travail et les procédures employées dans la chaîne du transport de marchandises, en tenant compte des exigences de la logistique;
- Les autoroutes de la mer: idée introduite par le Livre blanc de 2001 de la Commission Européenne sur la politique communautaire des transports, les autoroutes de la mer visent à transférer de manière directe une partie du fret de la route vers le transport maritime à courte distance ou vers une combinaison du transport maritime à courte distance avec d'autres modes de transport où les parcours routiers sont aussi courts que possible. Par exemple, des autoroutes de la mer pourraient être mises en place entre la France et l'Espagne afin d'éviter le goulot d'étranglement routier dans les Pyrénées;
- Les actions d'évitement de trafic sont des actions novatrices visant à intégrer le transport dans les logistiques de production des entreprises afin d'éviter un pourcentage important de transport routier de marchandises, sans pour autant porter préjudice aux capacités de production ou à l'emploi.

## Règles de participation
- Les candidats éligibles doivent se présenter sous la forme d'un consortium composé d'au moins deux entreprises établies dans au moins deux États membres ou dans au moins un État membre et un pays tiers proche participant au programme (une seule entreprise depuis la révision du règlement en 2009).
- Les subventions accordées aux initiatives de transfert modal ou d'autoroutes de la mer sont calculées en fonction du nombre de tonnes kilomètres soustraits de la route durant la période de mise en œuvre du projet.

Néanmoins, le concours financier communautaire aux différentes actions est limité à 35 % au maximum du total des dépenses nécessaires à la réalisation des objectifs d'une action et résultant de celle-ci ainsi qu'à la perte maximale engendrée durant l'action. Pour les actions d'apprentissage en commun, ce plafond est fixé à 50 %.

## Participants
Des sociétés des 27 États Membres de l'Union européenne participent à l'heure actuelle au programme Marco Polo, ainsi que des sociétés venant de la Norvège, le Liechtenstein, l'Islande et depuis 2009 la Croatie.

## Budget
Pour l'appel à proposition de 2009, il a été augmenté, passant de 59 millions d'euros en 2008 à 66,3 millions d'euros. Le budget disponible pour l'appel à proposition 2010 est de 63,5 M€. Dans le même temps, l'intensité de financement a été doublée, passant de un à deux euros pour 500 tonnes-kilomètres retirées des routes. En 2008, 28 projets ont été sélectionnés et 22 en 2009.

## Sources

## Compléments